# Paul Eyschen
Paul Eyschen (Diekirch, 9 settembre 1841 – Lussemburgo, 11 ottobre 1915) è stato un politico lussemburghese.
È stato Primo Ministro del Lussemburgo dal 22 settembre 1888 all'11 ottobre 1915.

## Biografia
Paul Eyschen nacque a Diekirch il 9 settembre 1841.
Dopo aver studiato diritto alle università di Parigi e Bonn, nel 1865 divenne avvocato al foro della città di Lussemburgo e dall'anno successivo venne eletto deputato all'Assemblea degli Stati.
Nel 1875, intrapresa la carriera diplomatica, divenne chargé d'affaires presso l'Impero tedesco rimanendo in tale posizione sino al 1888 e nel contempo, dal 1876, venne nominato anche ministro della giustizia lussemburghese.
Nel 1888, alle dimissioni del suo predecessore, divenne primo ministro e contemporaneamente ebbe l'incarico di ministro degli affari esteri e dal 1896 fu anche ministro dell'agricoltura e della viticoltura. Durante questi anni Eyschen dominò la vita politica del Lussemburgo. In effetti, il granduca Adolfo era già anziano al momento della sua ascesa al trono del granducato e suo figlio Guglielmo IV, gravemente malato, regnò appena qualche anno dopo la morte del padre. Per un quarto di secolo quasi egli resse sapientemente le sorti del Lussemburgo con una maggioranza quasi incontrastata.
Morì a Lussemburgo l'11 ottobre 1915.